# Zeche Redlichkeit
Die Zeche Redlichkeit ist ein ehemaliges Steinkohlenbergwerk in Essen-Werden/Heidhausen. Die Zeche Redlichkeit gehörte zu den Gründungsmitgliedern des Vereins für Bergbauliche Interessen.

## Bergwerksgeschichte
Im Jahr 1792 wurde durch den Abt von Werden der Schürfschein und der Mutschein ausgestellt. Im darauffolgenden Jahr erfolgte die Konzession, ebenfalls durch den Abt von Werden. Im Anschluss daran war das Bergwerk in Betrieb. Im Jahr 1802 hatte das Bergwerk an der Ruhr ein Kohlenmagazin in Betrieb. Im Jahr 1805 wurde am Schacht 12 abgebaut. Im Jahr 1807 fand kein Abbau statt, jedoch wurde ein tiefer Stollen aufgefahren. Ab dem Jahr 1810 wurde wieder Kohle abgebaut. Im Jahr 1815 wurde im Bereich von Schacht Henriette abgebaut. Im Jahr 1820 war der Schacht Georg in Betrieb. Im Jahr 1826 war Schacht Ansorge in Förderung. Im Jahr 1830 waren der Stollen Friedrich und die beiden Schächte Christine und Ansorge in Betrieb. Im Jahr 1837 wurde das Bergwerk stillgelegt. Im Jahr darauf wurde ab dem Oktober für einige Monate Abbau betrieben. Am 16. Dezember desselben Jahres wurde das Bergwerk stillgelegt. Am 24. Februar des Jahres wurde ein Längenfeld verliehen. Im Jahr 1855 wurde die Gewerkschaft neu gegründet. Das Grubenfeld des Bergwerks gehörte zu diesem Zeitpunkt zur Zeche Braut in Küpperswiese. Ab dem Jahr 1858 war das Bergwerk für einige Jahre in Betrieb. Im Jahr 1866 wurde das Bergwerk in Fristen gelegt und ab dem Jahr 1869 wieder in Betrieb genommen. Im Jahr 1873 wurde das Bergwerk in den Unterlagen nur noch genannt, es waren keine Aktivitäten vermerkt. Im Jahr 1876 wurde die Zeche Redlichkeit stillgelegt. Im Jahr 1900 wurde die Berechtsame der Zeche Pauline zugeteilt.

## Förderung und Belegschaft
Die ersten Förderzahlen stammen aus dem Jahr 1802, in diesem Jahr wurden pro Tag 84 Ringel Steinkohle gefördert. Die ersten Belegschaftszahlen stammen aus dem Jahr 1820, in diesem Jahr waren auf der Zeche 25 Bergleute beschäftigt. Im Jahr 1830 wurden mit 14 Bergleuten 38.717 Scheffel Steinkohle gefördert. Im Jahr 1834 förderten neun Bergleute 43.393 Scheffel Steinkohle. Im Jahr 1836 lag die Förderung bei 3739 ½ preußische Tonnen Steinkohle. Im Jahr 1850 waren 50 Beschäftigte auf dem Bergwerk. Die letzten Zahlen sind aus dem Jahr 1861 bekannt, es wurden mit 14 Bergleuten 12.707 preußische Tonnen Steinkohle gefördert.